# Valentin Heins
Valentin Heins   (Hamburg, 15 de maig de 1637 - Hamburg, 17 de novembre de 1704) va ser un matemàtic i comptable alemany.

## Vida i obra
Poc es coneix de la seva vida. D'origins humils, potser va estudiar teologia breument a les universitats de Leipzig i Jena; als catorze anys ja es guanyava la vida donant classes d'aritmètica comercial i comptabilitat. Va treballar com comptable per diferents empreses colonials com la Glückstadter Afrikanischer Gesellschaft o la Companyia de Guinea.

El Tyrocinium, edició de 1690.

A partir de 1670 va ser professor de l'escola de l'església de Sant Miquel d'Hamburg. El 1690, amb el seu col·lega Heinrich Meissner, van fundar la Societat d'amics de l'art del càlcul que aviat es va convertir en la Societat Matemàtica d'Hamburg.
Heins va publicar diversos llibres de comptabilitat i càlcul mercantil que es van fer molt populars en la seva època, com el Gaziohylacium Mercatorio-Arithmeticum (on explica amb detall com és negoci del comerç d'esclaus negres) o el Tyrocinium mercatorio-arithmeticum (del qual la seva família en ca retenir els drets d'autor fins a la dinovena edició el 1783). Els seus llibres van substituir els llibres més antics d'aquest tipus perquè proporcionaven nombrosos exemples pràctics, combinant l'ensenyament modern de la tenidoria de llibres amb una mentalitat econòmica que, suposadament, caracteritzava els negocis medievals.